# Windows 2.0
A Microsoft Windows 2.0 (eredetileg Windows 286), a számítástechnikában a Microsoft Windows grafikus felhasználói felület egyik verziója. A Windows 1.0 funkcióin és szolgáltatásain túl az 1987-ben kiadott 2.0-s változat kihasználta az Intel 80286 processzor továbbfejlesztett számítási sebességét, a bővített memóriát és a dinamikus adatcserén (Dynamic Data Exchange; DDE) át történő alkalmazásokon keresztüli kommunikációs lehetőségeket. A Windows 2.0 javított grafikai támogatásával az ablakok most már fedhették egymást, lehetőség nyílt a képernyő elrendezésének beállítására, valamint lehetett használni billentyűkombinációkat a Windows műveletei közötti mozgásra. Sok fejlesztő erre a kiadásra írta első Windows-alapú alkalmazását.
Később kiadták a Windows 2.03-at, amely a Windows 2.0-tól abban különbözött, hogy kihasználta az Intel 80386 processzor védett módját és kiterjesztett memória lehetőségeit.
A további 2.x-es verziók a 2.0-tól a 2.11-ig terjedtek.
A Windows 2.x változatokat a Windows 3.0 váltotta le.